# Giuseppe Staffa
Giuseppe Staffa (1807 - Nàpols, 1877) fou un compositor italià del Romanticisme.
Posseïdor d'una fortuna considerable, cultivà la música com aficionat, però deixà un sèrie d'òperes de certa importància que el fan creditor a figurar entre els professionals.
Òperes principals:
- Priamo allatenda di Achille (1828);
- Francesca da Rimini (1831);
- Un matrimonio per ragione (1835);
- La bataglia di Navarrino (1837);
- La zingara (1845);
- Il merciaiuolo ambulante (1846);
- Alceste (1851).

El fracàs d'aquesta última, estrenada com les anteriors, a Nàpols, el va fer desistir d'escriure més per al teatre. Després va compondre una missa per a orquestra i cors i, a causa del seu poc èxit, renuncià per complet a la carrer de compositor.